# Meka
Mekka (Makka al-Mukarrama) je grad s oko 1,4 milijuna stanovnika (2003.) koji se nalazi u zapadnom dijelu Saudijske Arabije. Grad je udaljen oko 100 km od Crvenog mora.
Mekka slovi za jedno od svetih mjesta u Islamu i svake godine je cilj hodočašća (Hadždž), koje je obaveza za one muslimane koji imaju mogućnosti to obaviti. Svake godine, za vrijeme muslimanskog mjeseca Zu-l-Hidždže-a preko tri milijuna hadžija se okupi u Mekki obavljajući Hadždž. Tijekom godine hodočasnici također posjećuju Meku u obredu zvanom Umra. 
Vrlo malo nemuslimana je vidjelo ili sudjelovalo u obredu Hadždža, pošto je ulaz u Mekku strogo zabranjen za nemuslimane. Najpoznatiji od njih je engleski istraživač Richard Francis Burton, koji je godine 1853., predstavljajući se kao afganistanski Musliman boravio u njoj, da bi to sve poslije opisao u svojim bilješkama.

## Geografija
Grad zaokružuju dva planinska vijenca. Smješten je u regiji Hidžaz (koordinate su 21°29′ sj. 39°45′ ist.), 73 kilometra u unutrašnjosti od Džide, u pješčanoj dolini na oko 277 metara iznad razine mora.

## Sveta mjesta
Najsvetije mjesto u samoj Mekki je Mesdžid-ul-Haram, sagrađen u sadašnjem obliku godine 1570. (978. godine po muslimanskom kalendaru). Četverokutnog je oblika i okružen kamenim zidovima. Najsvetije mjesto samog Islama, Kaaba, u središtu je dvorišta Mesdžid-ul-Harama. Jedno od mjesta koje Muslimani jako cijene je i Zemzem izvor.

## Povijest
Već u vremenu prije Muhameda Mekka je bila važno ekonomsko središte, zbog "puta tamjana", koji se protezao s juga arapskog poluotoka do Egipta, pri tome se granajući na zapad u pravcu Džide i ka istoku prema Perzijskom zaljevu i Mezopotamiji.
Godine 630. vlast u gradu osvaja Muhamed, koji je od svog iseljeništva (Hidžra) u Jasrib (Medinu) 623. godine imao nekoliko okršaja s mnogobošcima iz Mekke.
Po islamu je simbol Mekke - Kaabu - sagradio Ibrahim. Navodno je već prije njega Adem dotičnu sagradio kao mjesto za molitvu, ali je tijekom vremena propala i pala u zaborav, sve dok je Ibrahim ("s Božjom pomoću") nije ponovo pronašao. Na pronađenim temeljima on je potom sagradio današnju Kaabu.
U vremenu Muhameda Kabba biva ponovo obnavljana, pri čemu i današnji temelji odgovaraju temeljima koje je sagradio Ibrahim.